# Slowakije op de Olympische Winterspelen 2010

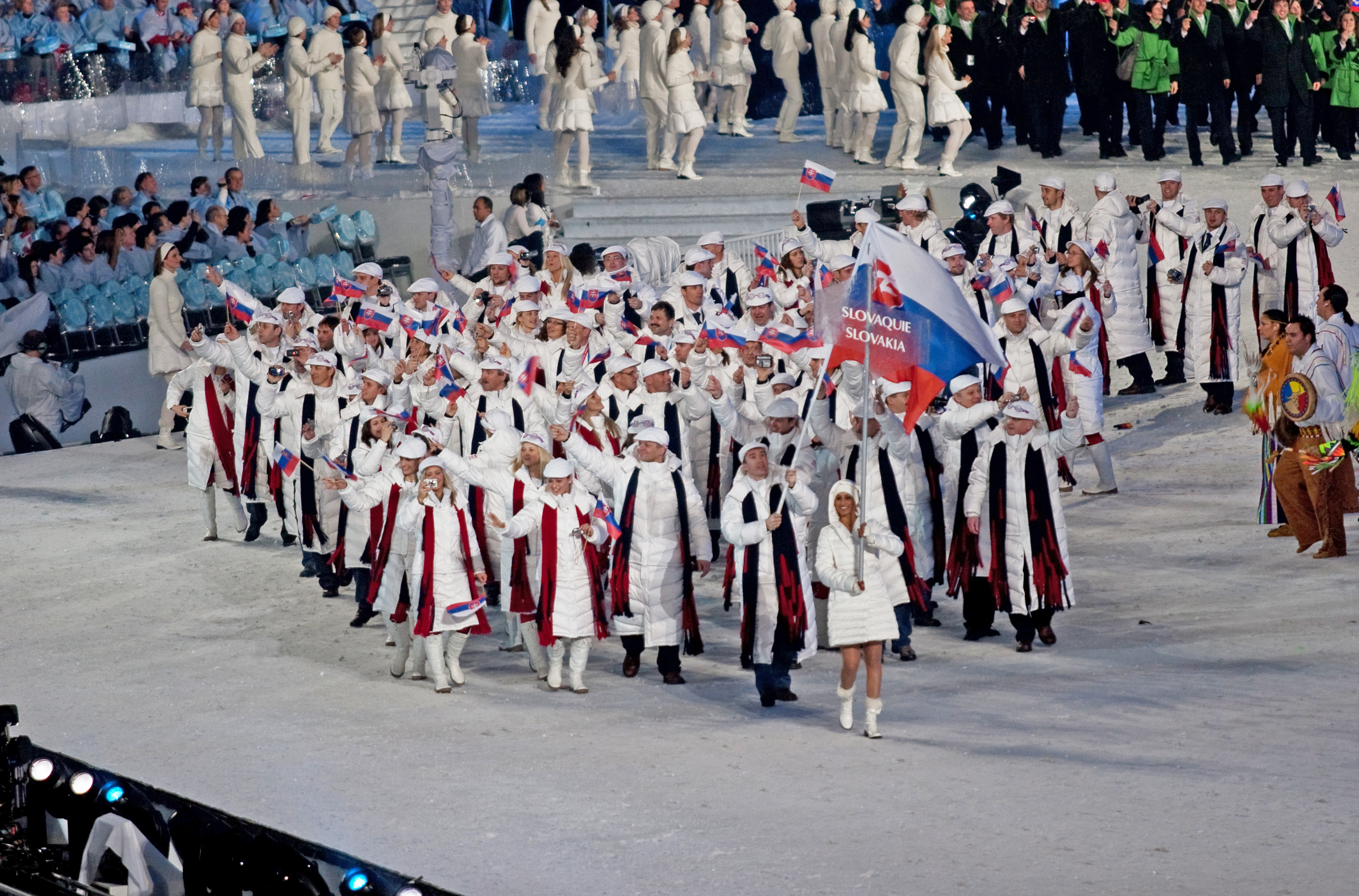
Het team van Slowakije bij de opening

Tijdens de Olympische Winterspelen van 2010, die in Vancouver (Canada) werden gehouden, nam Slowakije voor de vijfde keer deel aan de Winterspelen.

## Medailleoverzicht
| Sport   | Olympiër           | Discipline              | Medaille |
| ------- | ------------------ | ----------------------- | -------- |
| Biatlon | Anastasiya Kuzmina | 7,5 km sprint           | Goud     |
| Biatlon | Anastasiya Kuzmina | 10 km achtervolging (v) | Zilver   |
| Biatlon | Pavol Hurajt       | 15 km massastart (m)    | Brons    |

## Deelnemers en resultaten
(m) = mannen, (v) = vrouwen 

### Alpineskiën
| Olympiër          | Discipline           | Resultaat | Prestatie                         |
| ----------------- | -------------------- | --------- | --------------------------------- |
| Jaroslav Babusiak | Afdaling (m)         | 52e       | 1.59,99 (+5,68)                   |
| Jaroslav Babusiak | Super-combinatie (m) | DNF       | DNF-1                             |
| Jaroslav Babusiak | Super-G (m)          | 30e       | 1.46,86 (+7,54) — 52,10+54,76     |
| Jaroslav Babusiak | Reuzenslalom (m)     | 44e       | 2.47,12 (+9,29) — 1.22,22+1.24,90 |
| Jaroslav Babusiak | Slalom (m)           | 37e       | 1.35,25 (+4,91)                   |
| Jana Gantnerová   | Reuzenslalom (v)     | 35e       | 2.35,73 (+8,62) — 1.20,00+1.15,73 |
| Jana Gantnerová   | Slalom (v)           | 24e       | 1.47,46 (+4,57) — 53,54+53,92     |
| Veronika Zuzulová | Reuzenslalom (v)     | DNS       | 1.18,96+DNS                       |
| Veronika Zuzulová | Slalom (v)           | 10e       | 1.45,14 (+2,25) — 52,11+53,03     |

### Biatlon
| Olympiër                                                              | Discipline                | Resultaat | Prestatie |
| --------------------------------------------------------------------- | ------------------------- | --------- | --- |
| Pavol Hurajt                                                          | 10 km sprint (m)          | 7e        | 25.15,0 (+1.07,2) pen.: 1 (0 + 1)                                                                             |
| Pavol Hurajt                                                          | 12,5 km achtervolging (m) | 16e       | 35.12,8 (+1.34,4) pen.: 3 (1 + 0 + 0 + 2)                                                                     |
| Pavol Hurajt                                                          | 20 km individueel (m)     | 5e        | 49.39,0 (+1.16,5) pen.: 1 (0 + 0 + 1 + 0)                                                                     |
| Pavol Hurajt                                                          | 15 km massastart (m)      | Brons     | 35.52,3 (+0.16,6) pen.: 0 (0 + 0 + 0 + 0)                                                                     |
| Matej Kazar                                                           |                           |           | |
| Marek Matiasko                                                        | 10 km sprint (m)          | 66e       | 27.37,4 (+3.29,6) pen.: 3 (1 + 2)                                                                             |
| Marek Matiasko                                                        | 20 km individueel (m)     | 33e       | 52.47,9 (+4.25,4) pen.: 2 (0 + 1 + 0 + 1)                                                                     |
| Miroslav Matiasko                                                     | 10 km sprint (m)          | 76e       | 28.15,9 (+4.08,1) pen.: 4 (1 + 3)                                                                             |
| Miroslav Matiasko                                                     | 20 km individueel (m)     | 47e       | 53.29,2 (+5.06,7) pen.: 3 (1 + 1 + 0 + 1)                                                                     |
| Dušan Šimočko                                                         | 10 km sprint (m)          | 75e       | 28.11,4 (+4.03,6) pen.: 3 (1 + 2)                                                                             |
| Dušan Šimočko                                                         | 20 km individueel (m)     | 18e       | 51.20,6 (+2.58,1) pen.: 2 (0 + 0 + 2 + 0)                                                                     |
| Jana Gerekova                                                         | 7,5 km sprint (v)         | 40e       | 21:54.0 (1+2)                                                                                                 |
| Miroslav Matiasko Marek Matiasko Dusan Simocko Pavol Hurajt           | 4×7,5 km estafette (m)    | 15e       | 1:28.54,1 (+7.16,0) pen.: 2 (1+4 1+8) 21.18,3 (0+0 0+1) 22.09,6 (0+0 0+2) 23.56,3 (1+3 1+3) 21.29,9 (0+1 0+2) |
|                                                                       |                           |           | |
| Jana Gerekova                                                         | 7,5 km sprint (v)         | 40e       | 21.54,0 (+1.58,4) pen.: 3 (1 + 2)                                                                             |
| Jana Gerekova                                                         | 10 km achtervolging (v)   | 40e       | 34.20,1 (+4.04,1) pen.: 4 (0 + 3 + 0 + 1)                                                                     |
| Jana Gerekova                                                         | 15 km individueel (v)     | 46e       | 45.46,4 (+4.53,6) pen.: 4 (1 + 0 + 1 + 2)                                                                     |
| Martina Halinarova                                                    | 7,5 km sprint (v)         | 54e       | 22.19,0 (+2.23,4) pen.: 2 (1 + 1)                                                                             |
| Martina Halinarova                                                    | 10 km achtervolging (v)   | dnf       | dnf pen.: 6 (1 + 2 + 3)                                                                                       |
| Martina Halinarova                                                    | 15 km individueel (v)     | 44e       | 45.38,7 (+4.45,9) pen.: 3 (0 + 1 + 0 + 2)                                                                     |
| Lubomira Kalinova                                                     | 7,5 km sprint (v)         | 81e       | 23.47,2 (+3.51,6) pen.: 5 (3 + 2)                                                                             |
| Lubomira Kalinova                                                     | 15 km individueel (v)     | 80e       | 50.38,7 (+9.45,9) pen.: 7 (2 + 0 + 2 + 3)                                                                     |
| Anastasiya Kuzmina                                                    | 7,5 km sprint (v)         | Goud      | 19.55,6 pen.: 1 (1 + 0)                                                                                       |
| Anastasiya Kuzmina                                                    | 10 km achtervolging (v)   | Zilver    | 30.28,3 (+0.12,3) pen.: 2 (0 + 1 + 1 + 0)                                                                     |
| Anastasiya Kuzmina                                                    | 15 km individueel (v)     | 39e       | 45.16,0 (+4.23,2) pen.: 5 (2 + 1 + 1 + 1)                                                                     |
| Anastasiya Kuzmina                                                    | 12,5 km massastart (v)    | 8e        | 36.02,9 (+0.43,3) pen.: 3 (1 + 1 + 1 + 0)                                                                     |
| Martina Halinárová Anastasiya Kuzmina Natália Prekopová Jana Gereková | 4×6 km estafette (v)      | 13e       | 1:13.15,8 (+3.39,5) pen.:1 (0+2 1+9) 18.27,1 (0+1 0+2) 17.09,3 (0+0 0+1) 19.41,7 (0+0 1+3) 17.57,7 (0+1 0+3)  |

### Bobsleeën
| Olympiër                                                      | Discipline      | Resultaat | Prestatie                               |
| ------------------------------------------------------------- | --------------- | --------- | --------------------------------------- |
| Milan Jagnešák Petr Narovec                                   | tweemansbob (m) | 20e       | 3.32,84 (52,96 / 52,81 / 52,71 / 52,56) |
| Milan Jagnešák Marcel Lopuchovský Petr Narovec Martin Tešovič | viermansbob (m) | dns-2     | (55,25 / 2e run niet gestart)           |

### Kunstrijden
| Olympiër            | Discipline | Resultaat | Prestatie                                         |
| ------------------- | ---------- | --------- | ------------------------------------------------- |
| Ivana Reitmayernova | vrouwen    | 28e       | 41.94 (korte kür: 41.94, vrije kür: niet bereikt) |

### Langlaufen
| Olympiër                                                             | Discipline              | Resultaat | Prestatie                                                          |
| -------------------------------------------------------------------- | ----------------------- | --------- | ------------------------------------------------------------------ |
| Martin Bajčičák                                                      | 15 km vrije stijl (m)   | 23e       | 34.59,3 (+1.23,0)                                                  |
| Martin Bajčičák                                                      | 30 km achtervolging (m) | 25e       | 1:17.58,1 (+2.46,7)                                                |
| Martin Bajčičák                                                      | 50 km klassiek (m)      | dnf       | niet gefinisht                                                     |
| Ivan Bátory                                                          | 15 km vrije stijl (m)   | 40e       | 35.38,1 (+2.01,8)                                                  |
| Ivan Bátory                                                          | 50 km klassiek (m)      | dnf       | niet gefinisht                                                     |
| Michal Malak                                                         | 15 km vrije stijl (m)   | 54e       | 36.22,8 (+2.46,5)                                                  |
| Peter Mlynár                                                         | sprint (m)              | kw.       | kwalificatie: 3.55,76 (+21,19) 57e                                 |
| Ivan Bátory Michal Malak                                             | teamsprint (m)          | HF        | halve finale-1: 19.07,5 (7e)                                       |
| Team Slowakije Martin Bajčičák Ivan Bátory Michal Malak Peter Mlynár | 4× 10 km (m)            | 12e       | 1:49.52,0 (+4.46,6) 28.21,2 30.01,5 25.49,6 26.58,7                |
|                                                                      |                         |           |                                                                    |
| Alena Procházková                                                    | sprint (v)              | KF        | kwalificatie: 3.46,16 (+8,11) 16e; kwartfinale-3: 3.40,1 (+1,3) 4e |

### Rodelen
| Olympiër                   | Discipline | Resultaat | Prestatie                                    |
| -------------------------- | ---------- | --------- | -------------------------------------------- |
| Jozef Ninis                | mannen     | 24e       | 3.17,114 (49,196 / 49,153 / 49,643 / 49,122) |
|                            |            |           |                                              |
| Veronika Sabolová          | vrouwen    | 14e       | 2.48,542 (41,999 / 41,925 / 42,563 / 42,055) |
| Jana Šišajová              | vrouwen    | 27e       | 2.55,297 (42,297 / 42,172 / 42,529 / 48,101) |
|                            |            |           |                                              |
| Jan Harnis Branislav Regec | dubbel     | 11e       | 1.22,969 (41,420 / 41,549)                   |

### Schansspringen
| Olympiër     | Discipline              | Resultaat | Prestatie                                                        |
| ------------ | ----------------------- | --------- | ---------------------------------------------------------------- |
| Tomáš Zmoray | normale schans ind. (m) | 52e       | kwalificatie: 42e — uitgeschakeld: 107,5 p. (94 m)               |
| Tomáš Zmoray | grote schans ind. (m)   | 43e       | 77,4 p. (108,0 m en dnq) kwalificatie 40e — 100,6 p. (119,5,0 m) |

dnq: niet geplaatst voor de tweede ronde

### IJshockey
| Olympiër | Discipline | Resultaat | Prestatie |
| --- | ---------- | --------- | --- |
| Ivan Baranka Ľuboš Bartečko Peter Budaj Zdeno Chára Martin Cibák Pavol Demitra Marián Gáborík Jaroslav Halák Michal Handzuš Marcel Hossa Marián Hossa Milan Jurčina Tomáš Kopecký Andrej Meszároš Žigmund Pálffy Branko Radivojevič Miroslav Šatan Andrej Sekera Rastislav Staňa Martin Štrbák Jozef Stümpel Ľubomír Višňovský Richard Zedník     | mannen     | 4e        | Groep B: 1- 3 Tsjechië 2- 1(np) Rusland 6- 0 Letland Kwalificatieronde: 4- 3 Noorwegen Kwartfinale: 4- 3 Zweden Halve finale: 2- 3 Canada Om brons: 3- 5 Finland |
| |            |           | |
| Petra Babiaková Natalie Babonyová Barbora Brémová Jana Budajová Nikoleta Celárová Janka Čulíková Nicol Čupková Anna Džurňáková Nikola Gápová Maria Herichová Petra Jurčová Jana Kapustová Iveta Karafiátová Monika Kvaková Michaela Matejová Zuzana Moravčíková Petra Országhová Petra Pravlíková Edita Raková Zuzana Tomčíková Martina Veličková | vrouwen    | 8e        | Groep A: 0-18 Canada 2- 6 Zweden 2- 5 Zwitserland Plaatsing 5-8: 2- 4 Rusland Plaatsing 7-8: 1- 3 China                                                          |

Albanië · Algerije · Andorra · Argentinië · Armenië · Australië · Azerbeidzjan · België · Bermuda · Bosnië en Herzegovina · Brazilië · Bulgarije · Canada · Chili · China · Chinees Taipei · Colombia · Cyprus · Denemarken · Duitsland · Estland · Ethiopië · Finland · Frankrijk · Georgië · Ghana · Griekenland · Groot-Brittannië · Hongarije · Hongkong · Ierland · IJsland · India · Iran · Israël · Italië · Jamaica · Japan · Kaaimaneilanden · Kazachstan · Kirgizië · Kroatië · Letland · Libanon · Liechtenstein · Litouwen · Macedonië · Marokko · Mexico · Moldavië · Monaco · Mongolië · Montenegro · Nederland · Nepal · Nieuw-Zeeland · Noord-Korea · Noorwegen · Oekraïne · Oezbekistan · Oostenrijk · Pakistan · Peru · Polen · Portugal · Roemenië · Rusland · San Marino · Senegal · Servië · Slovenië · Slowakije · Spanje · Tadzjikistan · Tsjechië · Turkije · Verenigde Staten · Wit-Rusland · Zuid-Afrika · Zuid-Korea · Zweden · Zwitserland